# Kenkentjüch

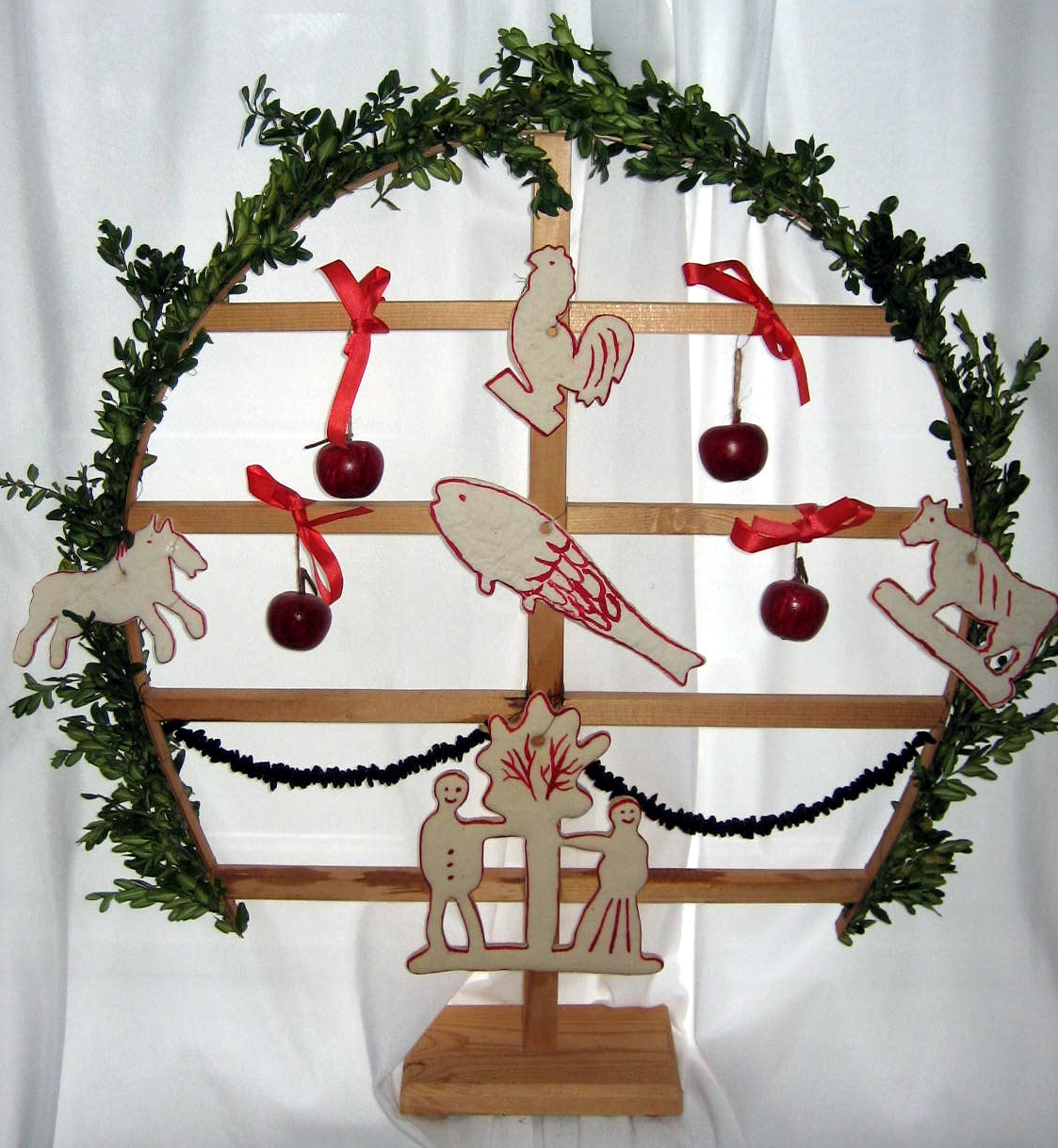
Gebäck am Kenkenbuum, auch Jöölboom genannt

Kenkentjüch ist ein Weihnachtsgebäck aus Nordfriesland in Schleswig-Holstein. Der Name kommt aus dem Fering und Öömrang, den Föhrer und Amrumer Dialekten der Nordfriesischen, und bedeutet wörtlich übersetzt „Kinderzeug“, wobei mit Kind in diesem Fall das Christkind gemeint ist. So heißt der Weihnachtsbaum im Nordfriesischen auch Kenkenbuum. Dieses Gebildgebäck besteht traditionell aus den Figuren Adam und Eva, einem Schwein, einer Kuh, einem Schaf, einem Pferd, einem Hahn, einem Fisch sowie einem Segelschiff und einer Mühle. Die Tierfiguren werden hierbei als symbolischer Ersatz für vorchristliche Opfergaben angesehen. Das Segelschiff weist auf die jahrhundertelang betriebene Seefahrt und die Mühle auf den Ackerbau hin.
Die Plätzchen werden als Schmuck an den traditionellen Kenkenboom gehängt oder in Form von Adam und Eva unten an den Baum gestellt. Der Kenkenboom (auch Kenkenbuum, Sölring Jöölboom, Mooring Kinkenbuum oder Jülbuum) ist ein kleiner Baum aus Holz, der vor allem auf den Nordfriesischen Inseln, aber auch auf dem nordfriesischen Festland, zur Weihnachtszeit ins Fenster gestellt wird. Auf dem Baum stehen oft Kerzen und in ihm hängen Buchsbaumzweige. Es handelt sich um die traditionelle Form eines symbolischen Weihnachtsbaums.